# Weissach
Weissach è un comune tedesco di 7 705 abitanti, situato nel land del Baden-Württemberg.